# Juris Podnieks
Juris Podnieks, né le 5 décembre 1950 à Riga et mort le 23 juin 1992 dans le rajons de Kuldīga en Lettonie, est un réalisateur, producteur et cadreur letton principalement spécialisé dans le tournage des films documentaires,,.

## Biographie
Fils de Boriss Podnieks, speaker à la télévision, et de Brigita Podniece, technicienne dentaire, Juris Podnieks naît à Riga. À l'âge de 17 ans il commence à travailler comme assistant de cadreur. Diplômé en photographie de l'Institut national de la cinématographie de Moscou en 1975, il est embauché la même année par le réalisateur Hercs Franks pour le tournage du documentaire Zone interdite (Aizliegtā zona, 1975). Il débute comme réalisateur avec les épisodes de la série de communication télévisuelle Padomju Latvija. La consécration vient en 1986, avec le film Est-il facile d'être jeune ? (lv) qui sera projeté dans 80 pays et récompensé par le Prix Nika à Moscou de 1987. Quatre de ses films ont été récompensés par le grand prix du festival de cinéma letton Lielais Kristaps.
En 1990, Podnieks fonde sa propre société de production qui, après son décès, sera reprise par la réalisatrice Antra Cilinska.
Lors des événements de janvier de 1991, le 13 janvier à Vilnius, Podnieks filme l’assaut des bâtiments de la radio et de la télévision publiques par les troupes armées soviétiques ; puis, à Riga, il perd deux de ses amis et collègues, Andris Slapins et Gvido Zvaigzne, en filmant les affrontements entre les forces séparatistes lettones et l'OMON,. 
Le 23 juin 1992, le réalisateur périt en se noyant dans le lac Zvirgzdu, dans le novads de Kuldīga. Les circonstances de sa mort semblent inexplicables et plusieurs versions circulent les concernant. En 2010, on lui a décerné à titre posthume une médaille d'honneur de l'ordre de Viesturs pour les services rendus lors de la lutte pour l'indépendance de la Lettonie,. Le réalisateur est inhumé au Cimetière de la Forêt à Riga.
Son documentaire Est-il facile d'être jeune ? est inclus dans le Canon culturel letton.

## Filmographie partielle
- 1978 : Les Frères Kokars (Brāļi Kokari)
- 1979 : En selle, les gars (Puikas, zirgos!)
- 1979 : Le Ave-Sol blanc (Baltais "Ave Sol"), téléfilm
- 1982 : Constellation des tirailleurs (Strēlnieku zvaigznājs)
- 1984 : Commandant (Komandieris)
- 1985 :  Sisyphe roule le rocher (Veļ Sīzifs akmeni)
- 1986 : Est-il facile d'être jeune ? (Vai viegli būt jaunam?, sorti en France sous le titre Est-il facile d'être jeune en URSS ?[15])
- 1989 : Nous/Les Soviets (Mēs/Soviets)
- 1990 : Chemin de Croix/La Patrie (Krustceļš/ Homeland)
- 1991 : Après-propos (Pēcvārds)
- 1991 : La Fin de l'Empire (Impērijas gals)
- 1992 : L'Heure du silence (Klusuma stunda)